# Kavarna
Kavarna (en búlgaro: Каварна) es una ciudad de Bulgaria, capital del municipio homónimo en la provincia de Dobrich.

## Historia
La ciudad se ubica en el lugar donde en la Antigüedad estaba la colonia griega de Bizone (Βιζώνη), que fue destruida por un terremoto.

## Geografía
Se encuentra a una altitud de 129 m s. n. m. a 505 km de la capital nacional, Sofía.

## Demografía
Según estimación 2012 contaba con una población de 12 070 habitantes.
|         | 2004   | 2005   | 2006   | 2007   | 2008   | 2009   | 2010  |
| Mujeres | 5 801  | 5 818  | 5 852  | 5 854  | 5 876  | 5 847  | 5 841 |
| Varones | 5 583  | 5 597  | 5 593  | 5 584  | 5 546  | 5 550  | 5 499 |
| Total   | 11 384 | 11 415 | 11 445 | 11 438 | 11 422 | 11 397 | 11340 |